# Classless Inter-Domain Routing
Classless Inter-Domain Routing (CIDR o Encaminament Inter-Dominis sense Classes, pronunciat "cider" o "cedar") s'introduí el 1993 i representa l'última millora en la manera com s'interpreten les adreces IP. La seva introducció va permetre una major flexibilitat en dividir rangs d'adreces IP en xarxes separades. D'aquesta manera va permetre:
- Un ús més eficient de les cada vegada més escasses adreces IPv4.
- Un major ús de la jerarquia de direccions ('agregació de prefixos de xarxa'), disminuint la sobrecàrrega dels encaminadors principals d'Internet per a realitzar l'encaminament.